# Marco (unità di misura)
Il marco (in alto-tedesco medio: marc, marke) è inizialmente un'unità di misura di massa tedesca, che soppiantò dall'XI secolo la libbra come peso per i metalli preziosi e per le monete.
Il rapporto tra marco e libra era di 2:1, cioè una libbra valeva due marchi.
Presumibilmente il termine marco per i metalli preziosi deriva dal fatto che la libbra d'argento o d'oro che era fusa in forma di barra riceveva un marchio al centro, in modo tale che la libbra recasse due di questi marchi.
Fino al Medioevo esistevano molti pesi per il marco, che si differenziavano nelle varie località. Il marco di Colonia prese la posizione predominante perché dal XVI secolo divenne la base per la monetazione del Sacro romano impero della nazione germanica.

## Suddivisioni del marco
1. per l'argento:
un marco = 8 once = 16 Lot = 64 Quentchen

1. per l'oro:
un marco = 24 carati = 288 grani

## Peso di diversi marchi
| Marco di Colonia    | 233,856 g |
| Marco di Vienna     | 280,66 g  |
| Marco di Norimberga | 237,52 g  |
| Marco di Erfurt     | 235,40 g  |
| Marco di Parigi     | 244,75 g  |
| Marco prussiano     | 233,85 g  |
| Marco olandese      | 246,06 g  |
| Marco portoghese    | 229,50 g  |
| Marco spagnolo      | 230,348 g |
| Towermark           | 233,275 g |
| Marco di Cracovia   | 197,98 g  |
| Marco di Würzburg   | 238,62 g  |